# 清水康弘 (環境省)
清水 康弘 （しみず やすひろ、1956年7月24日 - ）は、日本の官僚。ギリシャ駐箚特命全権大使。元環境省・原子力規制庁長官。

## 経歴・人物
1956年東京都生まれ。
1980年 東京大学教養学部卒業（国際関係論）。環境庁入庁。1988年から1991年まで、外務省に出向。在アメリカ合衆国日本国大使館で環境担当書記官。1991年に環境庁に戻る。地球温暖化問題の担当官として国連気候変動枠組条約の交渉に参加。リオデジャネイロの地球サミットに参加。その後、環境大臣秘書官、環境情報システム室長を歴任。
2000年から2002年まで、通商産業省(経済産業省)に出向、東北通商産業局総務企画部長、東北経済産業局総務企画部長。2002年、環境省（2001年1月6日 : 中央省庁再編により環境庁を改組し、環境省設置）に戻り、地球環境局地球温暖化対策課長、総務課長、環境省大臣官房総務課長。
2006年の第1次安倍内閣で公募による首相官邸政策スタッフとして、井上一徳や、高橋洋一、白間竜一郎らとともに内閣総理大臣補佐官付内閣参事官に就任した。
環境省大臣官房審議官、総合環境政策局長等を歴任し、2014年 原子力規制庁次長。2015年 原子力規制庁長官。2017年退官。
2017年6月、ギリシャ駐箚特命全権大使。同年10月24日 兼キプロス駐箚特命全権大使。2018年2月26日、免キプロス駐箚特命全権大使。2020年離任。

## その他
- 2015年11月10日、過去の文書管理をめぐり、口頭で厳重注意を受ける[11]。